# Elección presidencial de Alto Volta de 1965
Las elecciones presidenciales se llevaron a cabo por primera vez en la República del Alto Volta el 3 de octubre de 1965, anteriormente el presidente había sido nombrado por la Asamblea Nacional. En ese momento, el país era un estado de partido único, con la Unión Democrática Voltaica-Reagrupación Democrática Africana (UDV-RDA) como el único partido legal. Su dirigente, Maurice Yaméogo, era el candidato único, y fue reelegido con 100 % del voto. La participación fue de 98.4%.

## Resultados
| Candidato                  | Candidato                 | Partido                                                                | Votos     | %    |
| -------------------------- | ------------------------- | ---------------------------------------------------------------------- | --------- | ---- |
|                            | Maurice Yaméogo           | Unión Democrática Voltaica-Reagrupación Democrática Africana (UDV-RDA) | 2,146,481 | 100  |
| Votos nulos                | Votos nulos               | Votos nulos                                                            | 309       | @–   |
| Total                      | Total                     | Total                                                                  | 2,146,790 | 100  |
| Registrados/participación  | Registrados/participación | Registrados/participación                                              | 2,182,425 | 98.4 |
| Fuente: Sternberger et al. |                           |                                                                        |           |      |